# Banchus nubilus
Banchus nubilus là một loài tò vò trong họ Ichneumonidae.